# Sueurs froides (collection)
Pour les articles homonymes, voir Sueurs froides (homonymie).
Sueurs froides est une collection de littérature policière publiée aux éditions Denoël.

## Historique
Créée en 1972, la collection publie de grands noms de la littérature policière française, notamment Boileau-Narcejac, Hubert Monteilhet, Louis C. Thomas, René Réouven, Frédéric H. Fajardie, Jean-François Coatmeur. De façon plus épisodique, elle fait paraître des romans policiers de quelques auteurs non francophones, comme Dashiell Hammett, Stanley Ellin, William Goldman. La couverture est sur fond rouge avec le nom de l'auteur et le titre en blanc en haut et sur la partie basse droite un carré comportant une photo avec le nom de la collection en dessous.
La collection s'arrête en 1998. Elle est relancée en 2013 avec une nouvelle présentation illustrée par une photo sur fond grisé.

## Titres de la collection
| Auteur                                 | Titre                                                            | Titre original                | Année de parution dans la collection |
| -------------------------------------- | ---------------------------------------------------------------- | ----------------------------- | ------------------------------------ |
| Valmain, Frédéric                      | La Mygale                                                        |                               | 1972                                 |
| Forquin-Lapierre                       | L'Escalade                                                       |                               | 1972                                 |
| Boileau-Narcejac                       | La Vie en miettes,                                               |                               | 1972                                 |
| Fabre, Dominique                       | Un meurtre est un meurtre                                        |                               | 1972                                 |
| Monteilhet, Hubert                     | Requiem pour une noce                                            |                               | 1973                                 |
| Brunner, John                          | Malédiction sur vous !                                           | A Plague on Both Your Causes  | 1973                                 |
| Boileau-Narcejac                       | Opération primevère                                              |                               | 1973                                 |
| Salva, Pierre                          | La Main à couper                                                 |                               | 1974                                 |
| Ellin, Stanley                         | Miroir, miroir, dis-moi                                          | Mirror, Mirror on the Wall    | 1974                                 |
| Monteilhet, Hubert                     | Pour deux sous de vertu                                          |                               | 1974                                 |
| O'Donnell, Peter                       | La Nymphe d'argent                                               | The Silver Mistress           | 1973                                 |
| Boileau-Narcejac                       | Frère Judas                                                      |                               | 1974                                 |
| Monteilhet, Hubert                     | Mourir à Francfort ou le malentendu                              |                               | 1975                                 |
| Goldman, William                       | Marathon Man                                                     | Marathon Man                  | 1975                                 |
| Coatmeur, Jean-François                | Le Squale                                                        |                               | 1975                                 |
| Thomas, Louis C.                       | La Place du mort                                                 |                               | 1975                                 |
| Boileau-Narcejac                       | La Tenaille                                                      |                               | 1975                                 |
| Salva, Pierre                          | Pas de crédit avec le diable                                     |                               | 1976                                 |
| Réouven, René                          | Le Quidam et la Mort                                             |                               | 1976                                 |
| Réouven, René                          | Le Bouton du mandarin                                            |                               | 1976                                 |
| Olivier, Claude et Rouland, Jean-Paul  | Le Frelon                                                        |                               | 1976                                 |
| Kantof, Albert                         | Simon la Baraka                                                  |                               | 1976                                 |
| Canning, Victor                        | Le Cas Rainbird                                                  | The Rainbird Pattern          | 1976                                 |
| Bingham, Roger et Hawkey, Raymond      | La Carte sauvage                                                 | Wild Card                     | 1976                                 |
| Coatmeur, Jean-François                | Les Sirènes de minuit                                            |                               | 1976                                 |
| Boileau-Narcejac                       | La Lèpre                                                         |                               | 1976                                 |
| Réouven, René                          | Les Confessions d'un enfant du crime                             |                               | 1977                                 |
| Olivier, Claude et Rouland, Jean-Paul  | La Fouine                                                        |                               | 1977                                 |
| Monteilhet, Hubert                     | Esprit, es-tu là ?                                               |                               | 1977                                 |
| Marbœuf, Jacques                       | Le Carrefour du pendu                                            |                               | 1977                                 |
| Diable, Christopher                    | La Plus Longue Course d’Abraham Coles, chauffeur de taxi         |                               | 1977                                 |
| Endrèbe, Maurice-Bernard               | L'Indice                                                         |                               | 1977                                 |
| Coatmeur, Jean-François                | Le Mascaret                                                      |                               | 1977                                 |
| Roulet, Dominique                      | Tout l'été pour mourir                                           |                               | 1978                                 |
| Koning, Hans                           | Pétersbourg-Cannes express                                       | The Petersburg-Cannes Express | 1978                                 |
| Boileau-Narcejac                       | L'Âge bête,                                                      |                               | 1978                                 |
| Boileau-Narcejac                       | La Mort en chantier                                              |                               | 1978                                 |
| Tanugi, Gilbert                        | Le Rendez-vous de Delft suivi de Le Crime d'Abel, David et de Je |                               | 1979                                 |
| Robichon, Jacques                      | Le Puzzle                                                        |                               | 1979                                 |
| Salva, Pierre                          | Le Souper avec le diable                                         |                               | 1980                                 |
| Roulet, Dominique                      | Mes jours clandestins                                            |                               | 1980                                 |
| Coatmeur, Jean-François                | La Bavure                                                        |                               | 1980                                 |
| Thomas, Louis C.                       | Le Sauf-conduit                                                  |                               | 1980                                 |
| Monteilhet, Hubert                     | Le Procès Filippi                                                |                               | 1981                                 |
| Oriol, Laurence                        | Ma jeunesse assassinée                                           |                               | 1981                                 |
| Hynd, Noël                             | Faux Masques                                                     | False Flags                   | 1982                                 |
| Piat, Colette                          | Lady Blood                                                       |                               | 1982                                 |
| Fajardie, Frédéric H.                  | Bleu de méthylène                                                |                               | 1982                                 |
| Routier, Marcelle                      | L'avion viendra de Londres                                       |                               | 1982                                 |
| McLendon, James                        | La Cavale d'Eddie Macon,                                         | Eddie Macon's Run             | 1982                                 |
| Davidson, Albert                       | Élémentaire, mon cher Holmes...                                  |                               | 1982                                 |
| Bastid, Jean-Pierre et Martens, Michel | La Proie du serpent                                              |                               | 1982                                 |
| Bialot, Joseph                         | Sigmund Fred ne répond plus !                                    |                               | 1982                                 |
| Hayes, Joseph                          | Impasse meurtrière                                               | No Escape                     | 1982                                 |
| Cooney, Caroline B.                    | Dans le rétroviseur                                              | Rear View Mirror              | 1983                                 |
| Boileau-Narcejac                       | Mamie                                                            |                               | 1983                                 |
| Harris, Richard                        | Mort d'un ami                                                    | Honor Bound                   | 1983                                 |
| Pelot, Pierre                          | La Nuit sur terre                                                |                               | 1983                                 |
| Fajardie, Frédéric H.                  | Polichinelle mouillé                                             |                               | 1983                                 |
| Serguine, Jacques                      | Les Jeunes Parques                                               |                               | 1983                                 |
| Réouven, René                          | Grand-père est mort                                              |                               | 1983                                 |
| Nivard, Joël                           | Loser                                                            |                               | 1983                                 |
| Lous, Alexandre                        | Meurtres sans mémoire                                            |                               | 1983                                 |
| Marston, Paul                          | Ciré noir                                                        |                               | 1983                                 |
| Thomas, Louis C.                       | Jour des morts                                                   |                               | 1983                                 |
| Thomas, Louis C.                       | Les écrits restent                                               |                               | 1983                                 |
| Fajardie, Frédéric H.                  | Querelleur                                                       |                               | 1983                                 |
| Page, Alain                            | Tchao Pantin                                                     |                               | 1983                                 |
| Bernard, Michel                        | Un jour, la vengeance                                            |                               | 1984                                 |
| Boileau-Narcejac                       | Les Eaux dormantes                                               |                               | 1984                                 |
| Réouven, René                          | Un tueur en Sorbonne                                             |                               | 1984                                 |
| Kalil, Marcel                          | Rendez-vous aveugles                                             |                               | 1984                                 |
| Lumb, Patricia                         | Lady Blood à Boston                                              |                               | 1984                                 |
| Morel, Francis et Pruniaux, Roger      | La Femme sur l'écran                                             |                               | 1984                                 |
| Jaouen, Hervé                          | Le Crime du syndicat                                             |                               | 1984                                 |
| Fajardie, Frédéric H.                  | L'Adieu aux anges                                                |                               | 1984                                 |
| Boileau-Narcejac                       | La Dernière Cascade                                              |                               | 1985                                 |
| Borce, Henri                           | Furies freudiennes                                               |                               | 1985                                 |
| Thomas, Louis C.                       | Une chute qui n'en finit pas                                     |                               | 1985                                 |
| Roulet, Dominique                      | Une mort en trop (Poulet au vinaigre)                            |                               | 1985                                 |
| Manz’ie                                | Le Massacre des saints innocents                                 |                               | 1985                                 |
| McCormack, Tom                         | La Chasse aux amateurs                                           |                               | 1985                                 |
| Hammett, Dashiell                      | Le Dixième Indice et autres récits du « Continental Op »         | The Continental Op            | 1985                                 |
| Réouven, René                          | L'Assassin du boulevard                                          |                               | 1985                                 |
| Boileau-Narcejac                       | Schuss                                                           |                               | 1986                                 |
| Jaouen, Hervé                          | Histoire d'ombres                                                |                               | 1986                                 |
| Roulet, Dominique                      | L'Œil écarlate                                                   |                               | 1986                                 |
| Morel, Francis et Pruniaux, Roger      | Mécanique 1                                                      |                               | 1986                                 |
| Lumb, Patricia                         | Il faut bien vivre                                               |                               | 1986                                 |
| Réouven, René                          | La raison du meilleur est toujours la plus forte                 |                               | 1986                                 |
| Thomas, Louis C.                       | Crimes parfaits et imparfaits                                    |                               | 1986                                 |
| Boileau-Narcejac                       | Monsieur Hyde                                                    |                               | 1987                                 |
| Fajardie, Frédéric H.                  | Clause de style                                                  |                               | 1987                                 |
| Brouillet, Chrystine                   | Le Poison dans l'eau                                             |                               | 1987                                 |
| Monaghan, Hélène de                    | Le Couperet                                                      |                               | 1987                                 |
| Jaouen, Hervé                          | Les Chiens du sud                                                |                               | 1987                                 |
| Vence, Paul                            | Scénarios pour un meurtre                                        |                               | 1987                                 |
| Réouven, René                          | Le Bestiaire de Sherlock Holmes                                  |                               | 1987                                 |
| Weller, Jean-Michel                    | Carême                                                           |                               | 1987                                 |
| Fajardie, Frédéric H.                  | Les Enfants de lune                                              |                               | 1987                                 |
| Boileau-Narcejac                       | Champ clos                                                       |                               | 1988                                 |
| Lous, Alexandre                        | Jugement dernier                                                 |                               | 1988                                 |
| Thomas, Louis C.                       | Télé-scoop                                                       |                               | 1988                                 |
| Maldonado, Pierre                      | Le Petit Flambeur ou le blues après minuit                       |                               | 1988                                 |
| Brouillet, Chrystine                   | Préférez-vous les icebergs ?                                     |                               | 1988                                 |
| Monaghan, Hélène de                    | L'Article de la mort                                             |                               | 1989                                 |
| Mondoloni, Jacques                     | Le Marchand de torture                                           |                               | 1989                                 |
| Gayet, Anne                            | Ferry story                                                      |                               | 1989                                 |
| Tanugi, Gilbert                        | David et Isolda                                                  |                               | 1989                                 |
| Boileau-Narcejac                       | J'ai été un fantôme                                              |                               | 1989                                 |
| Pelman, Brice                          | La Véritable Histoire du chat jaune                              |                               | 1989                                 |
| Roulet, Dominique                      | Le Crime d'Antoine,                                              |                               | 1989                                 |
| Réouven, René                          | Les Passe-temps de Sherlock Holmes                               |                               | 1989                                 |
| Coatmeur, Jean-François                | Morte Fontaine                                                   |                               | 1989                                 |
| Monaghan, Hélène de                    | Trop chère Émilie                                                |                               | 1989                                 |
| LaRue, Monique                         | Copies conformes                                                 |                               | 1989                                 |
| Weller, Jean-Michel                    | La Hargne                                                        |                               | 1989                                 |
| Boileau-Narcejac                       | La Porte du large                                                |                               | 1989                                 |
| Piper, Evelyn                          | La Nounou                                                        | The Nanny                     | 1990                                 |
| Houssin, Joël                          | Mongol                                                           |                               | 1990                                 |
| Réouven, René                          | L'Assassin maladroit                                             |                               | 1990                                 |
| Boileau-Narcejac                       | Le Bonsaï                                                        |                               | 1990                                 |
| Tabachnik, Maud                        | La Vie à fleur de terre                                          |                               | 1990                                 |
| Brussolo, Serge                        | Le Murmure des loups                                             |                               | 1990                                 |
| Jaouen, Hervé                          | Connemara queen                                                  |                               | 1990                                 |
| Durand, Loup                           | Le Seigneur des tempêtes                                         |                               | 1990                                 |
| Maldonado, Pierre                      | Un été espagnol                                                  |                               | 1990                                 |
| Pelman, Brice                          | La Danseuse                                                      |                               | 1990                                 |
| Boileau-Narcejac                       | Le Soleil dans la main                                           |                               | 1990                                 |
| Nicodème, Béatrice                     | Terreur blanche                                                  |                               | 1990                                 |
| Pelman, Brice                          | Un innocent ça trompe                                            |                               | 1991                                 |
| Réouven, René                          | Faites-les taire !                                               |                               | 1991                                 |
| Deleuse, Robert                        | Retour de femme                                                  |                               | 1991                                 |
| Thomas, Louis C.                       | Une fille pleurait...                                            |                               | 1991                                 |
| Boileau-Narcejac                       | La main passe                                                    |                               | 1991                                 |
| Coatmeur, Jean-François                | Aliéna - La Voix dans Rama - Les Sirènes de minuit - Le Mascaret |                               | 1991                                 |
| Sels, Dominique                        | Chère indolente                                                  |                               | 1991                                 |
| Lumb, Patricia                         | Lady Blood à Tokyo                                               |                               | 1991                                 |
| Siniac, Pierre                         | Les Âmes sensibles                                               |                               | 1991                                 |
| Boileau-Narcejac                       | Les Nocturnes                                                    |                               | 1992                                 |
| Deleuse, Robert                        | Anatomie d'un suicide                                            |                               | 1992                                 |
| Pico, Robert                           | Oklahoma                                                         |                               | 1992                                 |
| Coatmeur, Jean-François                | Escroquemort                                                     |                               | 1992                                 |
| Fiechter, Jean-Jacques                 | Tiré à part                                                      |                               | 1993                                 |
| Leconte, Marianne                      | L'Araignée de mer                                                |                               | 1993                                 |
| Pelot, Pierre                          | Le Bonheur des sardines                                          |                               | 1993                                 |
| Réouven, René                          | Histoires secrètes de Sherlock Holmes                            |                               | 1993                                 |
| Brussolo, Serge                        | La Route obscure                                                 |                               | 1993                                 |
| Ilan-Chojnow, Alain                    | Trous de mémoire                                                 |                               | 1994                                 |
| Deleuse, Robert                        | Vues sur guet-apens                                              |                               | 1994                                 |
| Ryck, Francis                          | Effraction                                                       |                               | 1994                                 |
| Collectif                              | Mystère, mystère                                                 |                               | 1994                                 |
| Brussolo, Serge                        | Le Nuisible                                                      |                               | 1994                                 |
| Réouven, René                          | Voyage au centre du mystère                                      |                               | 1995                                 |
| Jaouen, Hervé                          | Le Fossé                                                         |                               | 1995                                 |
| Riou, Jean-Michel                      | Le Boîtier rouge                                                 |                               | 1995                                 |
| Jaouen, Hervé                          | Toutes les couleurs du noir                                      |                               | 1995                                 |
| Ryck, Francis                          | L'Honneur des rats                                               |                               | 1995                                 |
| Thomas, Louis C.                       | Une femme de trop                                                |                               | 1995                                 |
| Ramonet, Yves                          | Dislocation                                                      |                               | 1996                                 |
| Fiechter, Jean-Jacques                 | L'Ombre au tableau                                               |                               | 1996                                 |
| Réouven, René                          | Souvenez-vous de Monte-Cristo                                    |                               | 1996                                 |
| Boileau-Narcejac                       | Les Victimes                                                     |                               | 1996                                 |
| Gardebled, Serge                       | Sans homicide fixe                                               |                               | 1996                                 |
| Ruellan, André                         | On a tiré sur le cercueil                                        |                               | 1997                                 |
| Pelot, Pierre                          | Noires Racines                                                   |                               | 1997                                 |
| Deleuse, Robert                        | Curriculum vital                                                 |                               | 1997                                 |
| Collectif                              | Fenêtres sur crimes                                              |                               | 1997                                 |
| Delteil, Gérard                        | La Peau des autres                                               |                               | 1997                                 |
| Riou, Jean-Michel                      | Le Mille-pattes                                                  |                               | 1998                                 |
| Réouven, René                          | Le cercle De Quincey                                             |                               | 1998                                 |
| Ryck, Francis                          | Satan S.A.                                                       |                               | 1998                                 |

| Auteur                | Titre                          | Titre original                | Année de parution dans la collection | ISBN                 |
| --------------------- | ------------------------------ | ----------------------------- | ------------------------------------ | -------------------- |
| Jones, Matthew F.     | Une semaine en enfer           | A Single Shot                 | 2013                                 | (ISBN 9782207114247) |
| Collette, Sandrine    | Des nœuds d'acier              |                               | 2013                                 | (ISBN 9782207113905) |
| Lansdale, Joe R.      | Diable rouge                   | Devil Red                     | 2013                                 | (ISBN 9782207114957) |
| Gischler, Victor      | Coyote Crossing                | The Deputy                    | 2013                                 | (ISBN 9782207114971) |
| Pronzini, Bill        | Mademoiselle Solitude          | Blues Lonesome                | 2013                                 | (ISBN 9782207115985) |
| Guillaume, Laurent    | Black Cocaïne                  |                               | 2013                                 | (ISBN 9782207114926) |
| Collette, Sandrine    | Un vent de cendres             |                               | 2014                                 | (ISBN 9782207117361) |
| Harrington, Kent      | Tabloïd Circus                 | Satellite Circus              | 2014                                 | (ISBN 9782207115251) |
| Lansdale, Joe R.      | Les Mécanos de Vénus           | Savage Season                 | 2014                                 | (ISBN 9782207114964) |
| Barbato, Paola        | À mains nues                   | Mani Nude                     | 2014                                 | (ISBN 9782207116241) |
| Bentow, Max           | L'Oiseleur                     | Der Federmann                 | 2014                                 | (ISBN 9782207117194) |
| Collette, Sandrine    | Six Fourmis blanches           |                               | 2015                                 | (ISBN 9782207124369) |
| Starr, Jason          | Petit Joueur                   | Tough Luck                    | 2015                                 | (ISBN 9782207117781) |
| Guillaume, Laurent    | Delta Charlie Delta            |                               | 2015                                 | (ISBN 9782207117910) |
| Delzongle, Sonja      | Dust                           |                               | 2015                                 | (ISBN 9782207124413) |
| Manzini, Antonio      | Piste noire                    | Pista nera                    | 2015                                 | (ISBN 9782207118580) |
| Lansdale, Joe R.      | Les Enfants de l'eau noire     | Edge of Dark Water            | 2015                                 | (ISBN 9782207118528) |
| Barbato, Paola        | Le Fil rouge                   | Il filo rosso                 | 2015                                 | (ISBN 9782207118900) |
| Collette, Sandrine    | Il reste la poussière          |                               | 2016                                 | (ISBN 9782207132562) |
| Kirk, Shannon         | Méthode 15-33                  | Method 15-33                  | 2016                                 | (ISBN 9782207131640) |
| Manzini, Antonio      | Froid comme la mort            | La costola di Adamo           | 2016                                 | (ISBN 9782207118641) |
| Delzongle, Sonja      | Quand la neige danse           |                               | 2016                                 | (ISBN 9782207132845) |
| Karjel, Robert        | Mon nom est N.                 | De redan döda                 | 2016                                 | (ISBN 9782207124741) |
| Takagi, Akimitsu      | Irezumi                        | Shisei Satsujin Jiken         | 2016                                 | (ISBN 9782207118719) |
| Ho-kei, Chan          | Hong Kong Noir                 | 13.67                         | 2016                                 | (ISBN 9782207124697) |
| Deighton, Len         | SS-GB                          | SS-GB - Nazi Occupied Britain | 2016                                 | (ISBN 9782207135471) |
| Collette, Sandrine    | Les Larmes noires sur la terre |                               | 2017                                 | (ISBN 9782207135570) |
| Delzongle, Sonja      | Récidive                       |                               | 2017                                 | (ISBN 9782207135624) |
| Manzini, Antonio      | Maudit printemps               | Non è stagione                | 2017                                 | (ISBN 9782207133705) |
| Lewis, Luana          | Obsessions                     | Cravings                      | 2017                                 | (ISBN 9782207129869) |
| Aldén, Rebecka        | Le Dernier péché               | Den åttonde dödssynden        | 2017                                 | (ISBN 9782207133330) |
| Dolan, Casey B.       | Ce que cachait Archie Ferber   | Unnatural Relations           | 2017                                 | (ISBN 9782207134344) |
| D'Andrea, Luca        | L'Essence du mal               | La Sostanza del Male          | 2017                                 | (ISBN 9782207135785) |
| Karjel, Robert        | Du sang sur le sable           | Efter Monsunen                | 2017                                 | (ISBN 9782207133705) |
| Collette, Sandrine    | Juste après la vague           |                               | 2018                                 | (ISBN 9782207140680) |
| Ahlborn, Ania         | Que le diable soit avec nous   | The Devil Crept In            | 2018                                 | (ISBN 9782207139745) |
| Manzini, Antonio      | Un homme seul                  | Era di Maggio                 | 2018                                 | (ISBN 9782207133750) |
| Delzongle, Sonja      | Boréal                         |                               | 2018                                 | (ISBN 9782207139141) |
| Escobar, Melba        | Le Salon de beauté             | El Salon de Belleza           | 2018                                 | (ISBN 9782207139196) |
| Barbato, Paola        | Bon à tuer                     | Scripta Manent                | 2018                                 | (ISBN 9782207137666) |
| Burt, Alexandra       | Mère toxique                   | The Good Daughter             | 2018                                 | (ISBN 9782207141113) |
| Guillaume, Laurent    | Là où vivent les loups         |                               | 2018                                 | (ISBN 9782207133330) |
| Colin Winnette        | Le Rôle de la guêpe            | The Job of the Wasp           | 2018                                 | (ISBN 9782207140338) |
| Joe R. Lansdale       | Honky Tonk Samouraïs           | Honky Tonk Samurai            | 2018                                 | (ISBN 9782207139547) |
| Luca D'Andrea         | Au cœur de la folie            | Lissy                         | 2018                                 | (ISBN 9782207141410) |
| Paul Howarth          | Le Diable dans la peau         | Only Killers and Thieves      | 2018                                 | (ISBN 9782207137765) |
| Nick Cutter           | Little Heaven                  | Little Heaven                 | 2018                                 | (ISBN 9782207137512) |
| Joe Ide               | Gangs of L.A.                  | IQ                            | 2019                                 | (ISBN 9782207137345) |
| Pasquale Ruju         | Une affaire comme les autres   | Un caso como gli altri        | 2019                                 | (ISBN 9782207140437) |
| Sandrine Collette     | Animal                         |                               | 2019                                 | (ISBN 9782207149744) |
| Sonja Delzongle       | Cataractes                     |                               | 2019                                 | (ISBN 9782207142660) |
| Natalie Daniels       | Des liens trop étroits         | Too Close                     | 2019                                 | (ISBN 9782207136546) |
| Antonio Manzini       | La Course des rats             | La Giostra dei Criceti        | 2019                                 | (ISBN 9782207140031) |
| Maria Adolfsson       | Faux pas                       | Felsteg                       | 2019                                 | (ISBN 9782207143155) |
| Andrew Michael Hurley | Le Jour du Diable              | Devil's Day                   | 2019                                 | (ISBN 9782207140871) |
| Joe R. Lansdale       | Rusty puppy                    | Rusty puppy                   | 2019                                 | (ISBN 9782207139592) |
| Sonja Delzongle       | L'Homme de la plaine du Nord   |                               | 2020                                 | (ISBN 9782207157411) |
| Joe Ide               | Lucky                          | Lucky                         | 2020                                 | (ISBN 9782207137611) |
| Antonio Manzini       | 07.07.07                       | 07.07.2007                    | 2020                                 | (ISBN 9782207143056) |
| Bo Svernstrom         | Victimes                       | Victims (Offrens offer)       | 2021                                 | (ISBN 9782207143537) |
| Sonja Delzongle       | Le Dernier Chant               |                               | 2021                                 | (ISBN 9782207161760) |
| Joe R. Lansdale       | Le Sourire de Jackrabbit       | Jackrabbit Smile              | 2021                                 | (ISBN 9782207162439) |
| Maria Adolfsson       | La Part de l'ange              |                               | 2021                                 | (ISBN 9782207143209) |
| Sonja Delzongle       | Abîmes                         |                               | 2022                                 | (ISBN 9782207163788) |
| Antonio Manzini       | Ombres et poussières           | Pulvis et umbra               | 2022                                 | (ISBN 9782207143100) |
| Janice Hallett        | Le Code Twyford                | The Twyford Code              | 2022                                 | (ISBN 9782207165355) |
| Gordon Williams (en)  | Les Chiens de paille           | The Siege of Trencher's Farm  | 2022                                 | (ISBN 9782207163528) |
| Masako Togawa         | Le Passe-Partout               | Ōinaru gen'ei                 | 2023                                 | (ISBN 9782207164952) |
| Cyril Carrère         | Avant de sombrer               |                               | 2023                                 | (ISBN 9782207176252) |
| Evelyn Piper          | Bunny Lake a disparu           | Bunny Lake is missing         | 2023                                 | (ISBN 9782207166420) |
| Anthony McCarten      | Objectif Zéro                  | Going Zero                    | 2023                                 | (ISBN 9782207166376) |
| Olivier Bordaçarre    | La Disparition d'Hervé Snout   |                               | 2024                                 | (ISBN 9782207178676) |
| Cyril Carrère         | La Colère d'Izanagi            |                               | 2024                                 | (ISBN 9782207179499) |
| Janice Hallett        | La Cagnotte                    | The Appeal                    | 2024                                 | (ISBN 9782207169506) |
| Nicolas Zeimet        | Un trou dans le cœur           |                               | 2024                                 | (ISBN 9782207182178) |